# Dominik Reinhardt
Dominik Reinhardt (Leverkusen, 19 december 1984) is een Duits voetballer die bij voorkeur als verdediger speelt. Hij speelde vijf wedstrijden in Duitsland -21.

## Erelijst
| Kampioen 2. Bundesliga | 1x | 2003/04 |
| DFB-Pokal              | 1x | 2006/07 |